# Galerie d'art photographique
Une galerie d'art photographique est une galerie d'art consacrée principalement à la photographie.
On peut distinguer les galeries plus particulièrement consacrées à la photographie ancienne, celles consacrées aux photographies classiques, celles consacrées à la photographie contemporaine, celles consacrées à la photographie plasticienne et celles consacrées à la photographie émergente.
Les galeries d'art photographique sont, en France, très concentrées sur Paris.
Elles exposent collectivement tous les ans en novembre au Grand Palais à Paris Photo.
Galeries privées, elles sont à vocation marchande et il faut bien les distinguer des galeries publiques à vocation culturelle comme le Jeu de Paume.

## Historique
Les premières galeries d'art photographiques sont créées à New York au début de XXe siècle. L'une des premières est la célèbre Galerie 291, galerie d'art d'avant-garde liée au mouvement Photo-Secession, située au numéro 291 de la Cinquième Avenue à New York, créée en 1905 par les photographes américains Alfred Stieglitz et Edward Steichen.
La Galerie 291, active jusqu'en 1917, exposait à côté des photographies, de l'art africain et les peintres européens de la modernité. Alfred Stieglitz, éditeur à cette même époque de la revue Camera Work, est une figure importante dans l'histoire de l'art et l'histoire de la photographie et l'un des premiers organisateurs d'expositions. 

## France
Quasiment inexistantes dans les années soixante à l'exception de la Galerie municipale du Château d'eau à Toulouse crée sous l'impulsion de Jean Dieuzaide et après la création de la Galerie Agathe Gaillard en 1975, les galeries d'art photographiques se multiplient à Paris dans les années 2010[réf. souhaitée].

### Paris
- Galerie Wallpepper
- Carré d'Artistes
- Galerie Agathe Gaillard
- Galerie Argentic
- Galerie Baudoin Lebon
- Galerie Blin plus Blin
- Galerie Binome
- Galerie Camera Obscura
- Galerie Françoise Paviot
- Galerie Clémentine de la Féronnière
- Galerie Esther Woerdehoff
- Galerie Les Filles du Calvaire
- Galerie Fisheye
- Galerie Folia
- Galerie Hegoa
- Galerie de l'Instant
- Le Bal
- Galerie Polka
- Galerie Thierry Marlat
- Galerie RX
- Galerie VU'
- Les Douches La Galerie
- Lumas
- School Gallery
- YellowKorner
- Galerie 15

### Lyon
- Galerie Le Réverbère
- Galerie Vrais Rêves

### Nantes
- Galerie Confluence

### Toulouse
- Le Château d'eau

## États-Unis

### New York
- Galerie 291
- Aperture Gallery
- Bonni Benrubi Gallery
- Bruce Silverstein Gallery
- Danziger Gallery
- David Richard Gallery
- Howard Greenberg Gallery
- Laurence Miller Gallery
- Pace/MacGill
- Soho Photo Gallery

## Organisation
En France, elles sont regroupées au sein d'une association.